# 큐피드 더 카우펀처

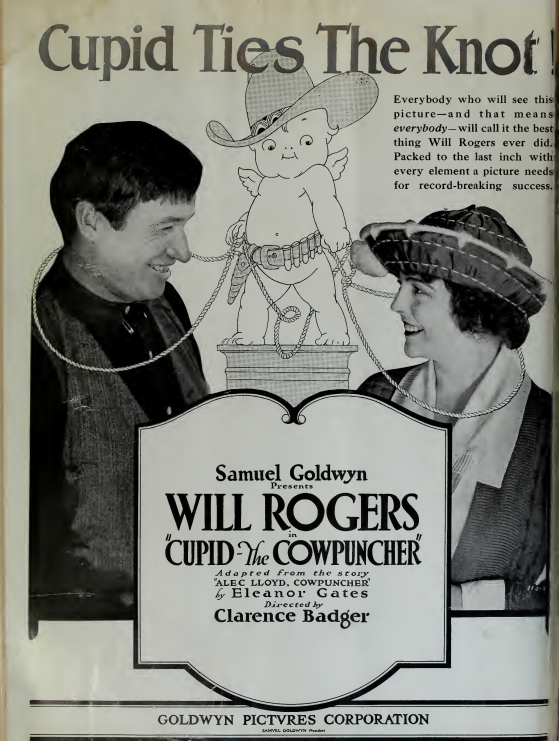

《큐피드 더 카우펀처》(영어: Cupid the Cowpuncher)는 1920년에 개봉한 미국의 서부극 코미디 영화이다. 클래런스 G. 배저가 감독하고, 윌 로저스, 헬렌 채드윅 등이 출연했다.

## 등장인물
- 윌 로저스 – 알렉 로이드
- 헬렌 채드윅 – 메이시 세웰
- 앤드루 롭슨 – 잭 세웰
- 로이드 위트록 – 르로이 심슨
- 귄 "빅 보이" 윌리엄스 – 헤어로일 존슨
- 텍스 파커 – 몽키 마이크
- 로이 레이들로 – 빌리 트로브리지
- 캐서린 월러스 – 로즈
- 넬슨 맥도웰 – 셰리프 버긴
- 코델리아 캘러핸 – 버긴 부인

## 개봉 및 반응
《큐피드 더 카우펀처》는 1920년 7월 25일 뉴욕의 캐피틀 극장에서 초연됐다.
영화 잡지사 《카메라!》는 사건과 자막을 포함한 스토리가 매우 재밌다고 언급했다.

### 참고 자료
- 그래거트, 스티븐 K.; 조핸슨, 제인, 편집. (2005년). 《The Papers of Will Rodgers: From the Broadway Stage to the National Stage, September 1915–July 1928》 (영어). 노먼: 오클라호마 대학교 출판부. ISBN 9780806137049.